# Stefano Migliorini
Stefano Migliorini (né le 8 juillet 1969) est un coureur cycliste italien. Durant sa carrière, il pratique le BMX et le VTT de descente.
Le plus grand résultat de sa carrière a lieu en 1993, lorsqu'il termine troisième de la première Coupe du monde de VTT de descente. Dans ce classement, seuls l'Allemand Jürgen Beneke et l'Américain John Tomac l'ont devancé. Il n'a jamais remporté de médaille au championnat du monde ou au championnat d'Europe.

## Biographie
Stefano Migliorini commence sa carrière de cycliste à l'âge de 14 ans en BMX. Il remporte dans la discipline 10 titres italiens, trois Coupes du monde, trois championnats d'Europe et un championnat du monde.
Après son service militaire, il a commencé à courir en VTT de descente, où il cumul 1 titre national, plusieurs podiums et de nombreux classements dans le top 10 de la Coupe du monde, dont la troisième place en 1993.
À l'issue de sa carrière de cycliste, il devient commercial et manager d'équipe de VTT.

## Palmarès en VTT

### Coupe du monde
- Coupe du monde de descente
  - 1993  : 3e du classement général, trois podiums sur les manches du Cap-d'Ail, de Vail et de Hunter Mountain
  - 1994  : 4e du classement général, un podium sur la manche de Silver Star

### Championnats d'Europe
- Möllbrücke 1992
  - 5e de la descente
- Špindlerův Mlýn 1995
  - 10e de la descente